# Mónica Uribe
Mónica Uribe (Medellín, ?) é uma atriz e cantora colombiana. É mais conhecida por ter interpretado Florencia na telenovela Floricienta.

## Filmografia
- El Clon (2010)
- Verano en Venecia (2009).... Lorena
- Floricienta (2006) ... Florencia 'Flor' Ortega
- Dora, la celadora (2004)

## Discografia
- 2006: Canciones de Floricienta